# Empalot
Pour les articles homonymes, voir Empalot (groupe) et Empalot (métro de Toulouse).
Empalot , En Palòt (oc) , est un quartier de Toulouse situé au sud de la ville, à l’est de l’île du Ramier et au nord des coteaux de Pech-David. Il compte près de 6 000 habitants en 2018.
Quartier résidentiel et populaire, il est caractérisé par la richesse de sa vie associative et culturelle. Il fait aujourd’hui l’objet d’un programme de construction et renouvellement du bâti et des espaces publics.

## Origine du nom
En Palòt en occitan. "En" correspond à Monsieur, abréviation de Sénher (seigneur, sieur)
Le nom du quartier proviendrait du patronyme de Jean Palot, propriétaire de terres situées « entre la métairie de Braqueville et la Garonne ». Il les a vendues le 20 mai 1443 au Chapitre de Saint-Étienne.
En 1860 un pont construit au-dessus de la Garonne fut nommé « pont d’Empalot », il relie l’île du Ramier au quartier. Par ricochet, les terrains situés sur la rive droite du pont ont été nommés Empalot.

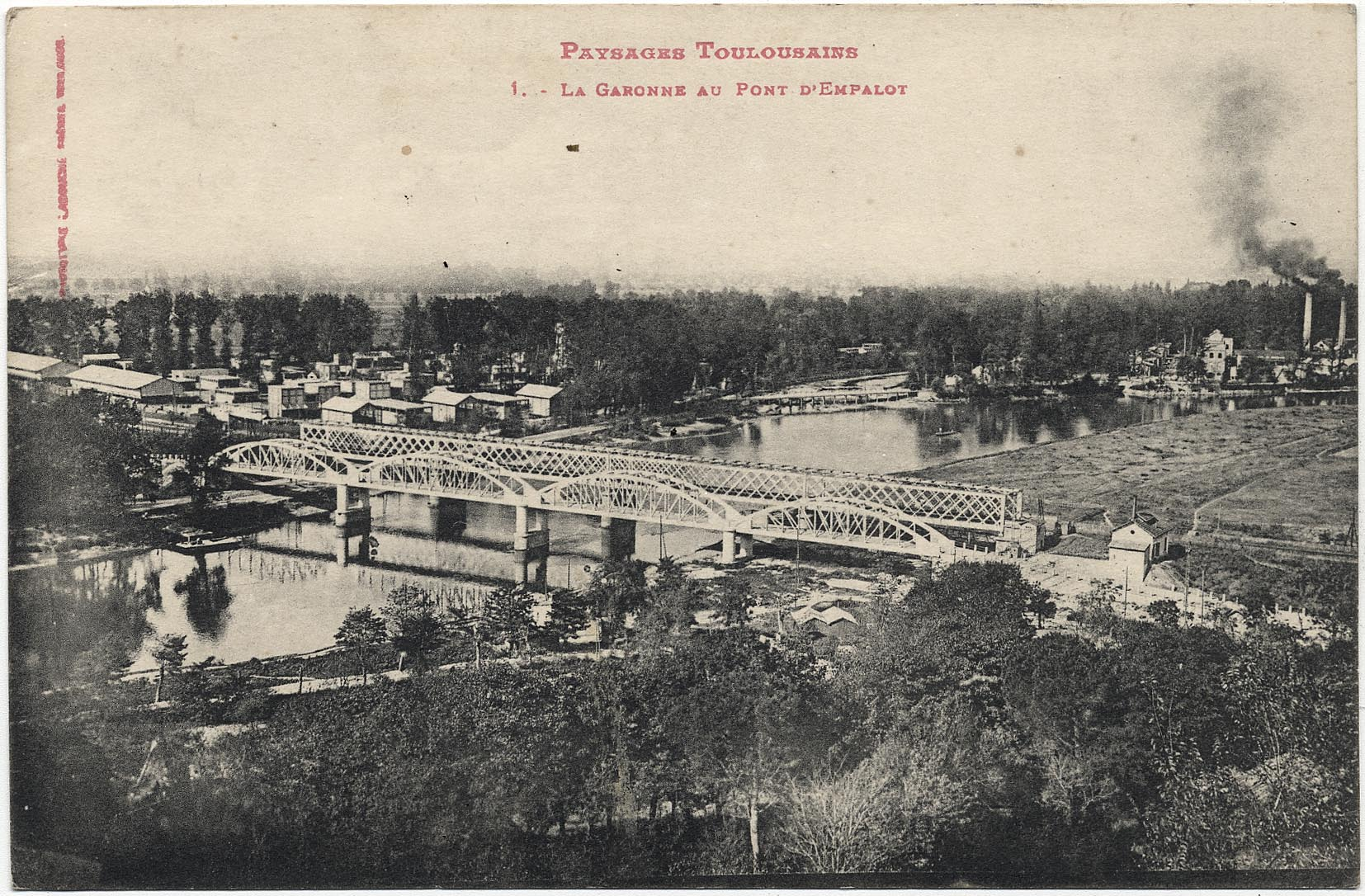
Carte postale de 1920 montrant le pont d'Empalot. Il était la voie principale pour permettre les ouvriers de rejoindre la Poudrerie de l’Île du Ramier

## Histoire
Le site d’Empalot est fréquenté depuis le Néolithique : des fouilles (octobre 2009 – juillet 2011) ont révélé des vestiges au niveau de l’ancienne caserne Niel, ils datent d’entre 5000 et 2000 avant notre ère.
Par la suite, Empalot s’est développé sur une quarantaine d’hectares et était marqué par une forte activité commerciale, comme le montrent les très nombreux débris d’amphores méditerranéennes retrouvés sur place. Sa situation sur la voie romaine (actuelle rue Achille Viadieu), au niveau de la porte sud de la ville, en faisait un lieu d’échanges.
À partir du Ier siècle apr. J.-C., la Tolosa romaine se développe au détriment du quartier d’Empalot qui devient progressivement un lieu insalubre. Cette situation est liée à la création d’un « pailhas » au niveau de l’actuel quartier Daste, c’est-à-dire un lieu où l’on jette les ordures.
Au Moyen Âge le quartier est investi par les religieux avec notamment l’arrivée d’une chapelle dédiée à saint Roch, au XVIIe siècle elle se transforme en couvent des Récollets.
Empalot s’est ensuite densifié, au XIXe siècle, le quartier accueillait les petites gens, des chiffonniers aux ouvriers de l’usine de la Poudrerie située sur l’île du Ramier.
À cette même époque, un bidonville nommé Le champ du loup se situe le long de la Garonne, les habitations sont des baraques de tôle ou de planches de bois. Pour y remédier, le ministère de la Reconstruction et de l’Urbanisme construit les premiers logements sociaux et cités-jardin entre les deux guerres.

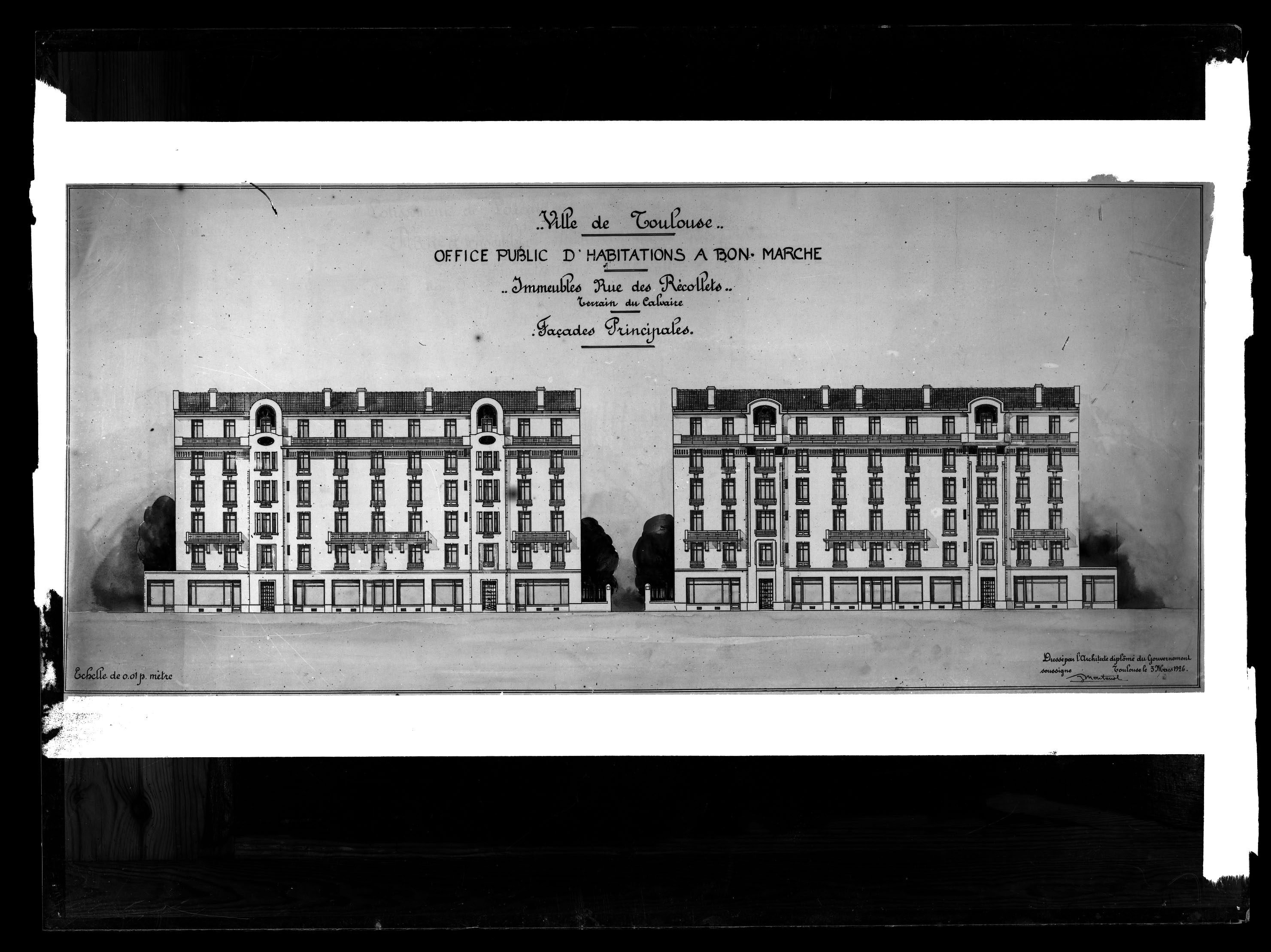
Façades principales de l’immeuble de la rue des récollets réalisé par l’Office public d’habitations à bon marché

Le 2 mai 1944 un bombardement touche fortement Empalot et la Poudrerie, il s’agit du plus gros bombardement qu’ait connu la ville. Il fait 45 morts. Il faut donc reconstruire le quartier après la guerre. C’est l’architecte Raymond Chini qui supervise ce projet et organise le quartier autour de trois parties : la cité André-Daste, la Poudrerie, et Empalot-centre. C’est ensuite l’architecte Louis de Höym de Mariem qui a été chargé de la réalisation d’Empalot-centre jusqu’en 1974.
Aujourd’hui[Quand ?], Empalot s’inscrit dans la politique de la ville et fait l’objet de réaménagements dans ce cadre, ainsi qu'à la suite de la catastrophe d’AZF (septembre 2001) qui y a endommagé plusieurs bâtiments.

## Situation

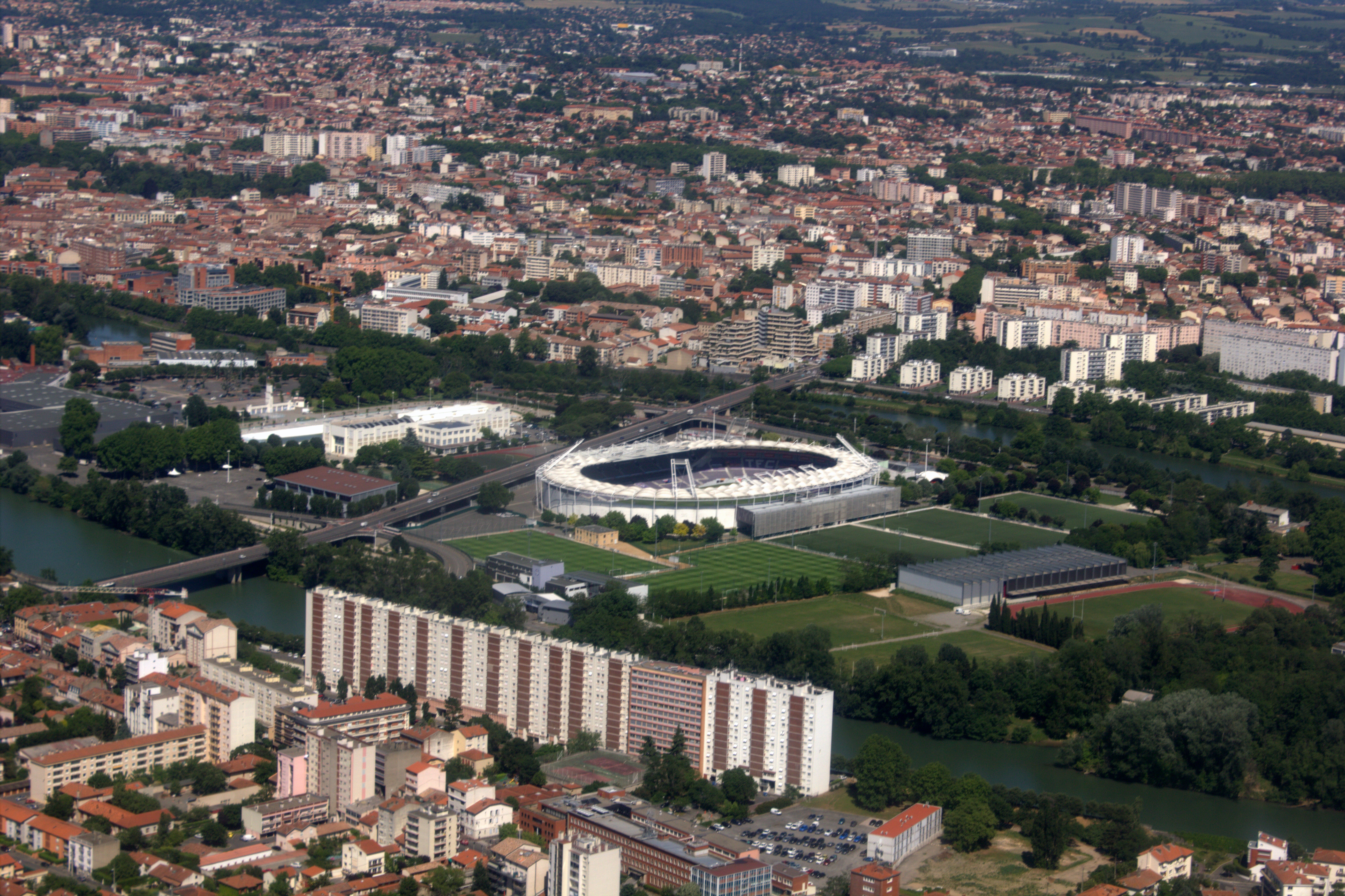
Croix de Pierre au premier plan, l'île du Ramier au second et Empalot à l'arrière plan en 2011

Empalot est délimité par la Garonne à l’ouest, la rue du Férétra à l’est, le boulevard des Récollets au nord et l’A620 au sud.
Sa situation géographique en fait un quartier à proximité de la nature, tout en étant à 3 km du Capitole.

## Voies de communication et transports en commun
Le quartier est bien desservi par les transports en commun tout en étant proche des grands axes routiers, en particulier de la rocade.

### Transports en commun
Le quartier est desservi par le métro ligne B au niveau de la station Empalot, en cœur du quartier. Il permet de se rendre à la station Carmes en 4 minutes.
Plusieurs lignes de bus traversent le quartier : Linéo 5 et 9, bus 54 et 152. Elles desservent l’ensemble de l’agglomération : vers Basso-Cambo, le Pont-Neuf, le Palais de Justice, la gare Saint-Agne, l’Université Paul-Sabatier, etc.… 
3 stations VélôToulouse sont présentes dans le quartier, donnant accès à plus de 50 vélos en libre-service.

### Réseau routier
Le quartier se situe à proximité de l’A620, sur la rocade sud. La sortie 24 permet un accès direct au quartier.

## Aménagement

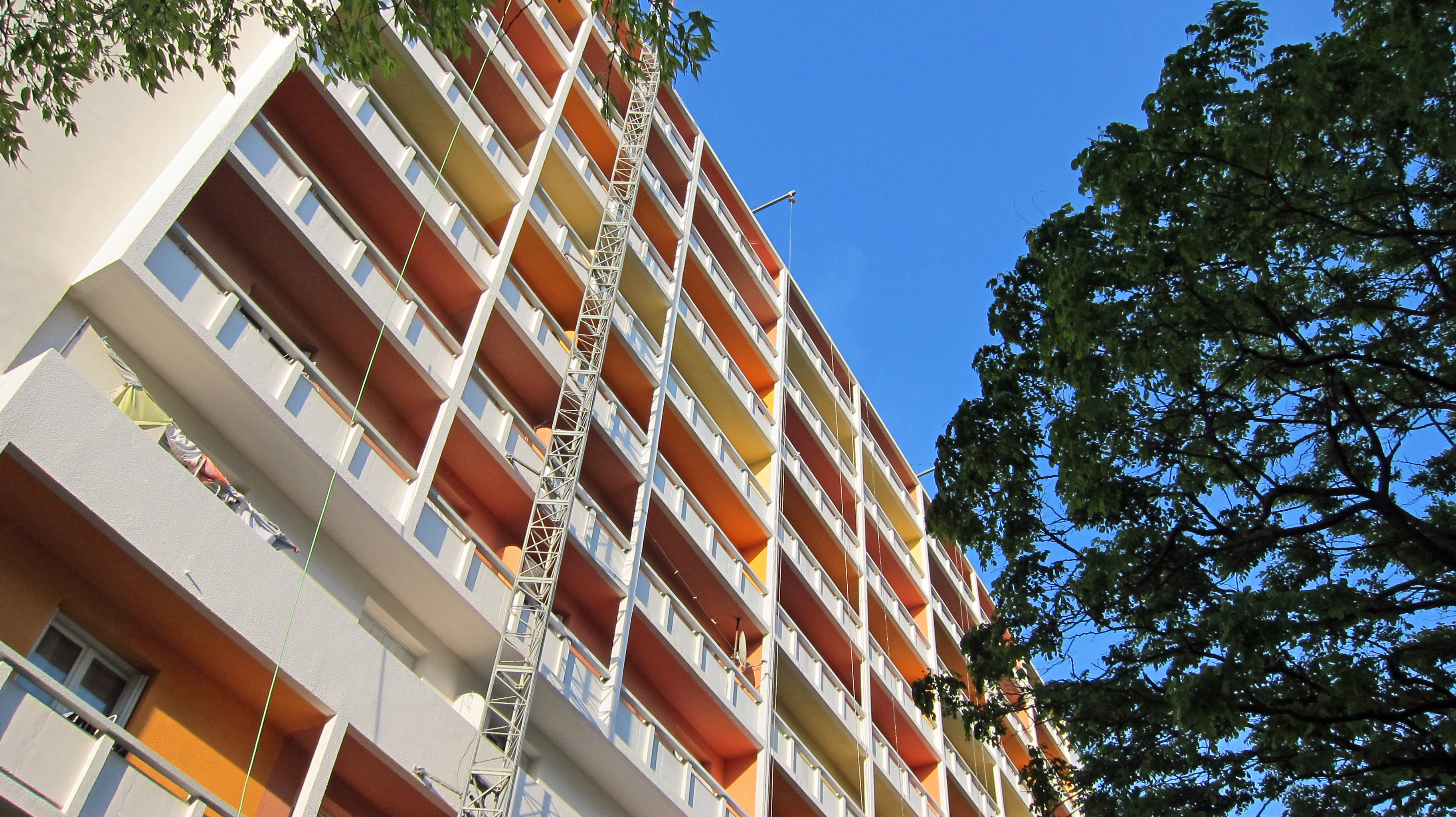
Rue des Mouettes.

Le quartier est principalement résidentiel et composé d’une grande diversité d’habitats : logements en « petit collectif », maison individuelles, habitat privé et social, etc.
Des commerces de proximité sont également présents, en particulier autour de la station de métro Empalot qui constitue le cœur du quartier.
Des parcs, en particulier le Jardin Niel jalonnent le quartier.
Plusieurs services publics et équipements sont présents sur le quartier ou à proximité immédiate :
·     la CAF et le centre social regroupés dans la Maison Jean-Moulin qui accueille aussi des structures associatives
·     la mairie de quartier Niel
·     un crèche collective
·     plusieurs médecins généralistes et des spécialistes
·     plusieurs écoles
·     une médiathèque
·     un lieu  culturel : la Brique Rouge
·     le nouveau stade Corbarrieu
·     la Mission Locale
·     la Maison des Associations de la Ville
Classé quartier prioritaire, Empalot fait actuellement l’objet d’un projet de renouvellement urbain. Il prévoit la rénovation et la construction de plusieurs bâtiments. L’objectif est de fournir des logements de qualité, variés, à des prix abordables.
Cette opération menée par Oppidea a également permis la réalisation d'une nouvelle place commerciale en sortie de métro avec un supermarché, une boucherie, une boulangerie, un primeur, un bureau de poste, un tabac-presse, une pharmacie, un coiffeur, un marché de plein vent tous les mercredis matin.
Les espaces publics sont également réaménagés de manière à accroitre leur qualité tout en laissant une grande place aux espaces verts et parcs aménagés. Des rues ont également été ouvertes pour mieux connecter le quartier à son environnement proche.
Incarnant le renouveau, le slogan « Empalot, l’esprit futé » est adopté pour le quartier par la Métropole et les acteurs du projet urbain. Il vise à montrer tous les atouts dont les habitants du quartier bénéficient à proximité : les bords de la Garonne, le nouveau parc urbain de l'île du Ramier, les jardins, le métro et les moyens de transport, les commerces rénovés, les équipements culturels.

## Vie sportive, culturelle et associative
Empalot connaît une vie sociale riche et variée. Elle est animée par les nombreuses associations ainsi que par le centre social, la MJC et la Brique Rouge.

## Personnalités liées à Empalot
- Jean-Pierre Bel[15] (Président du Sénat)

## Galerie d'images

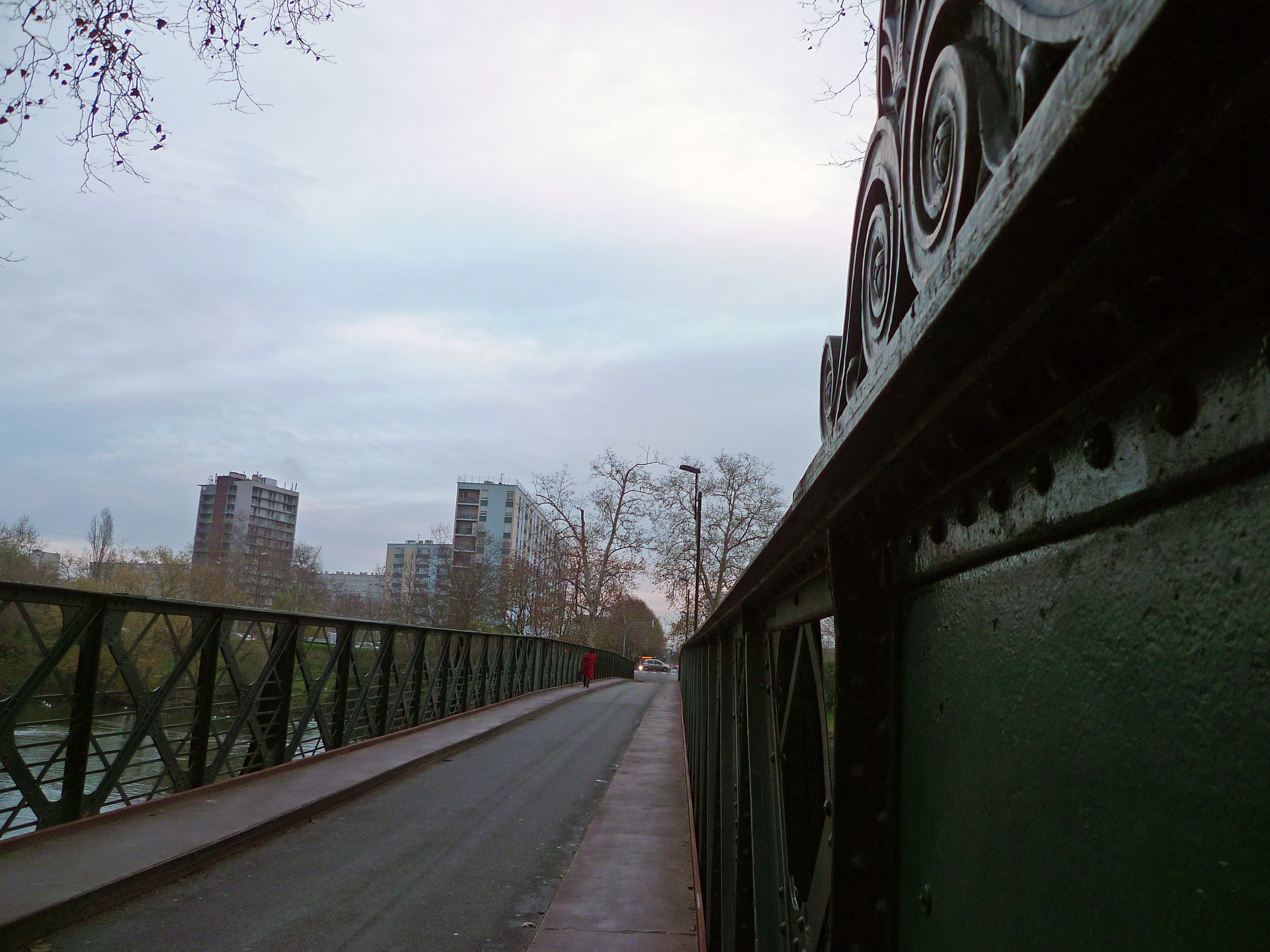
Les immeubles d'Empalot, vus depuis l'île du Ramier.
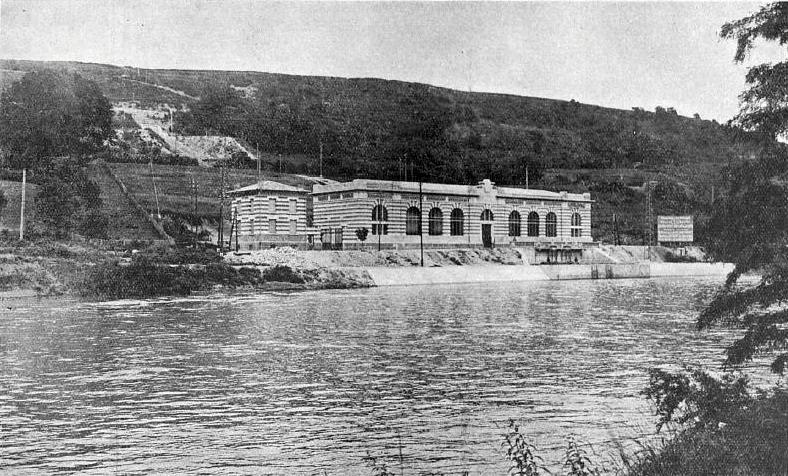
L'usine élévatoire d'Empalot, en 1936.
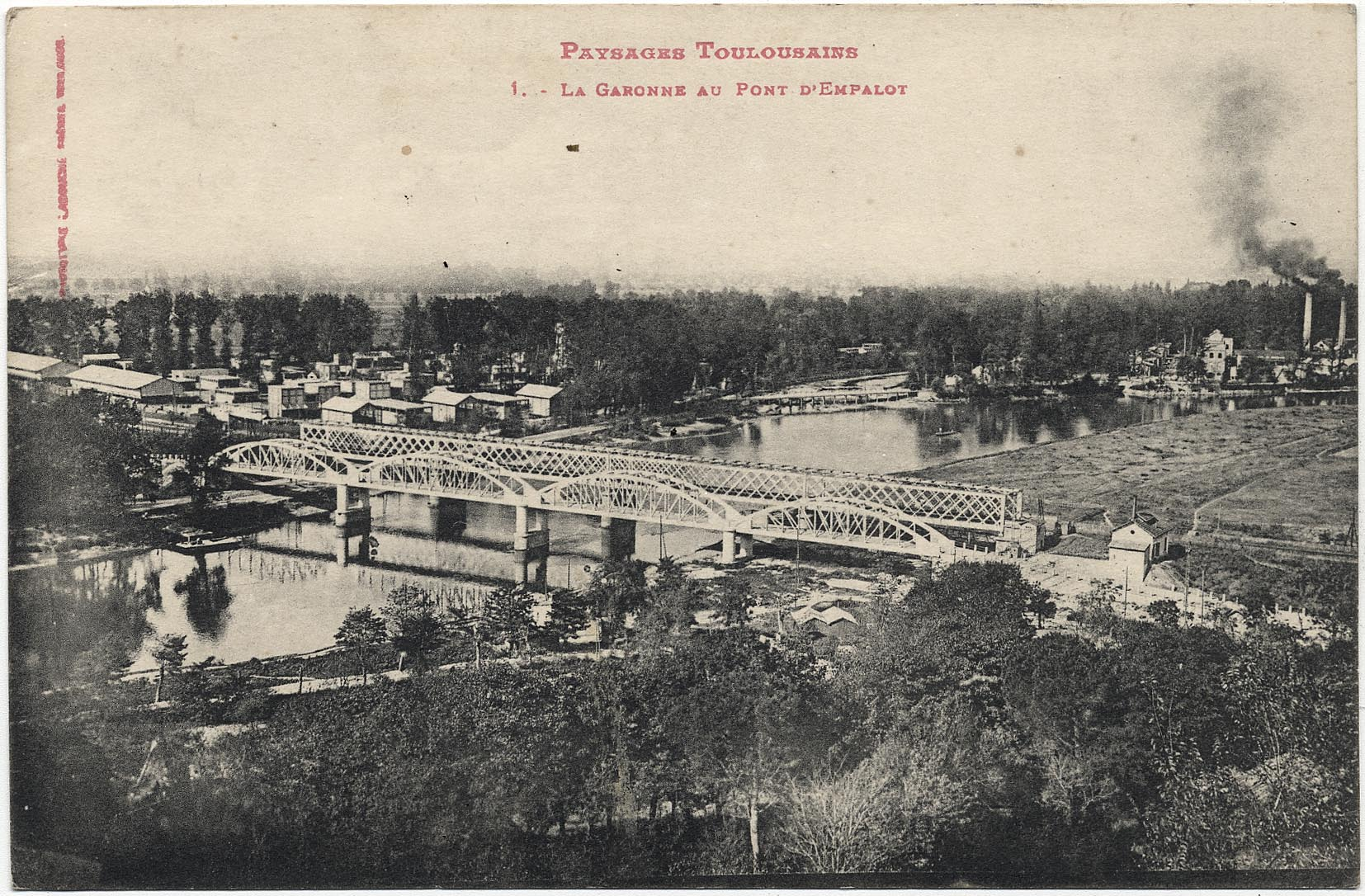
Le pont d'Empalot
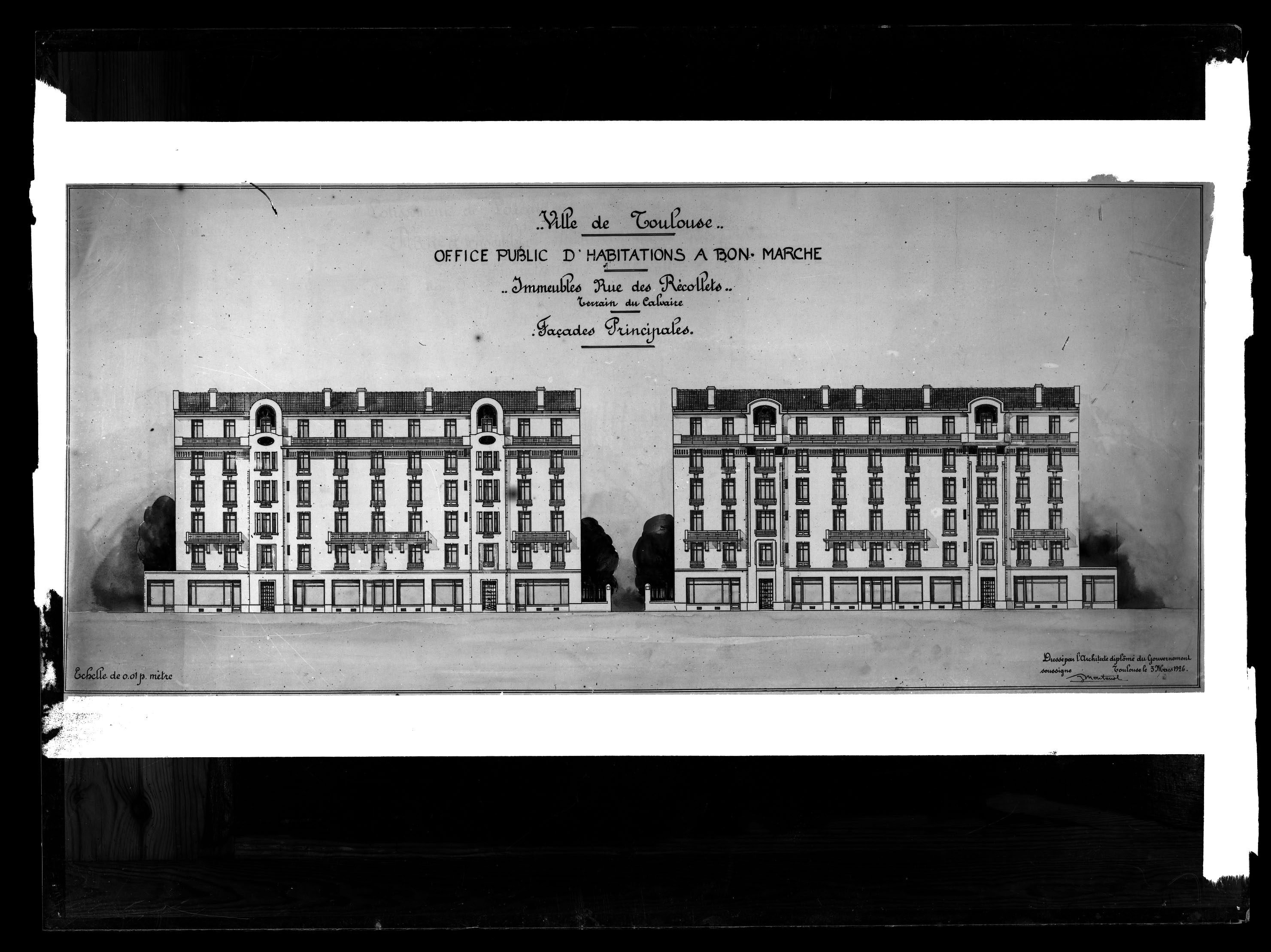
Façades principales de l'immeuble de la rue du Férétra réalisé par l'Office public d'habitations à bon marché